# Mátra

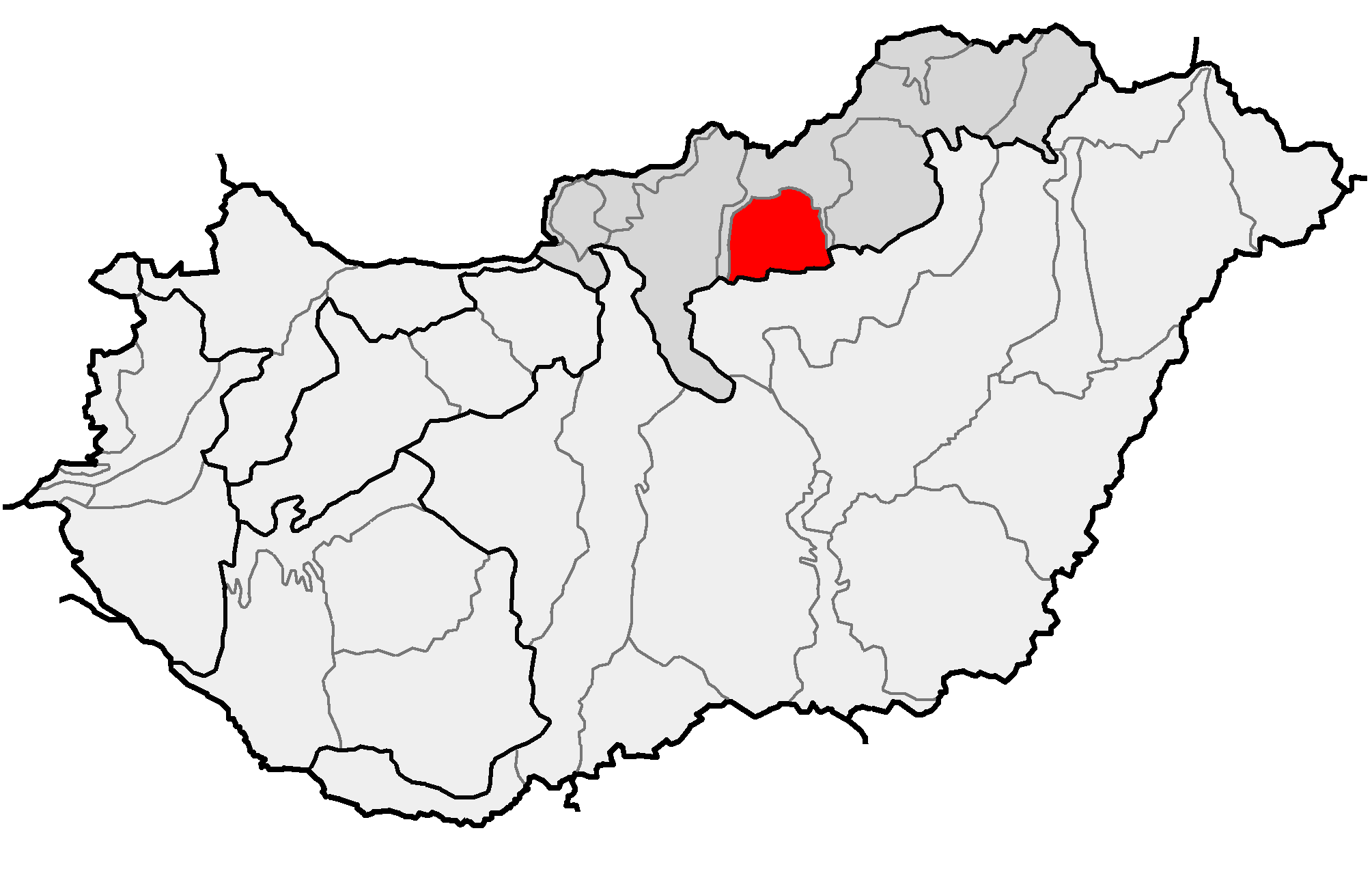
Vị trí của Mátra (màu đỏ) trong bản đồ các phân khu của Hungary

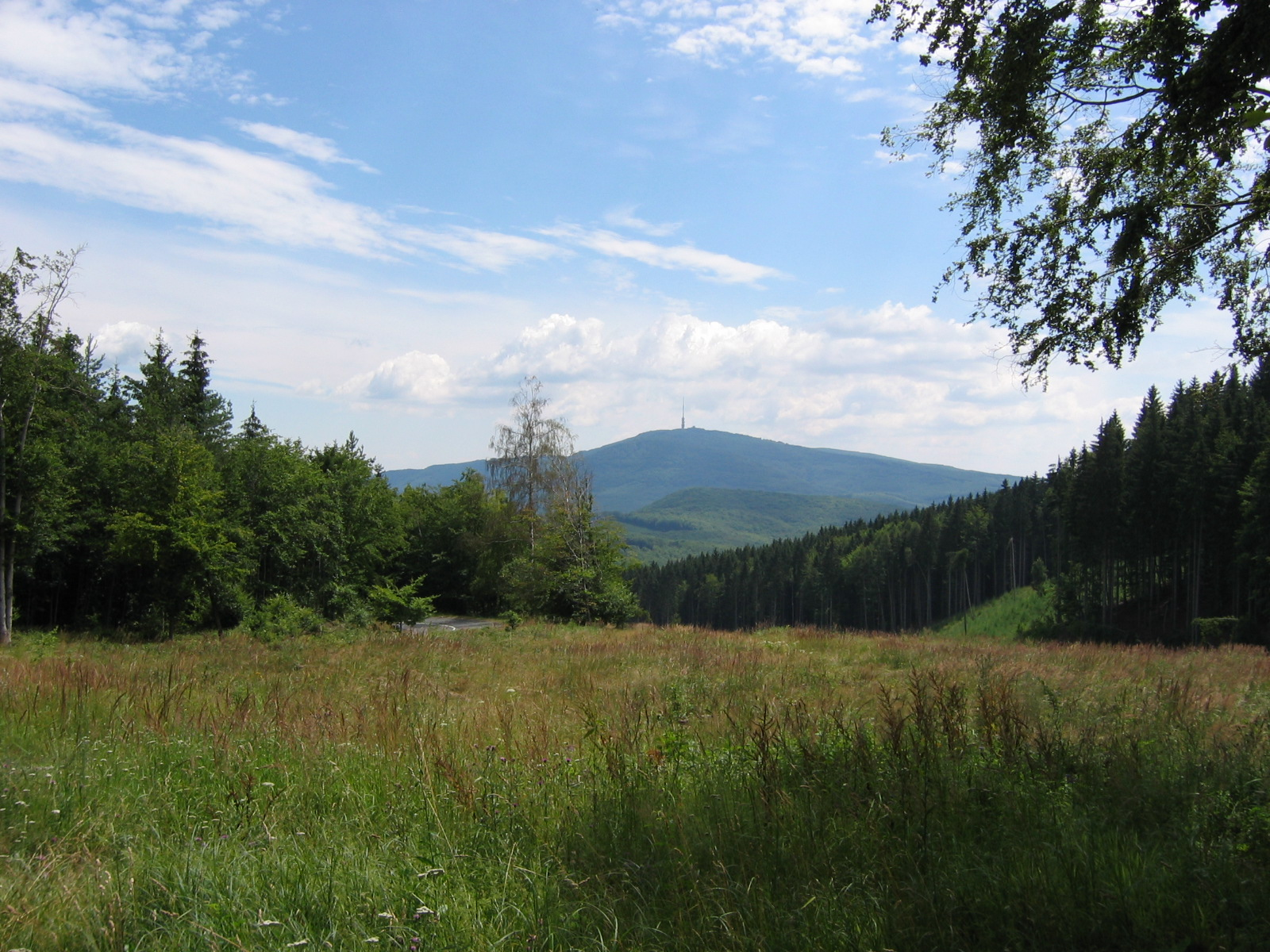
Núi Kékestető (1014 m)

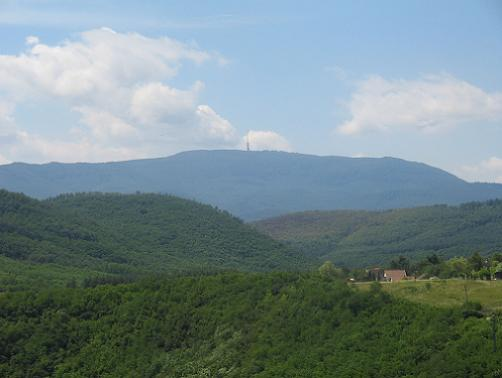
Núi Mátra

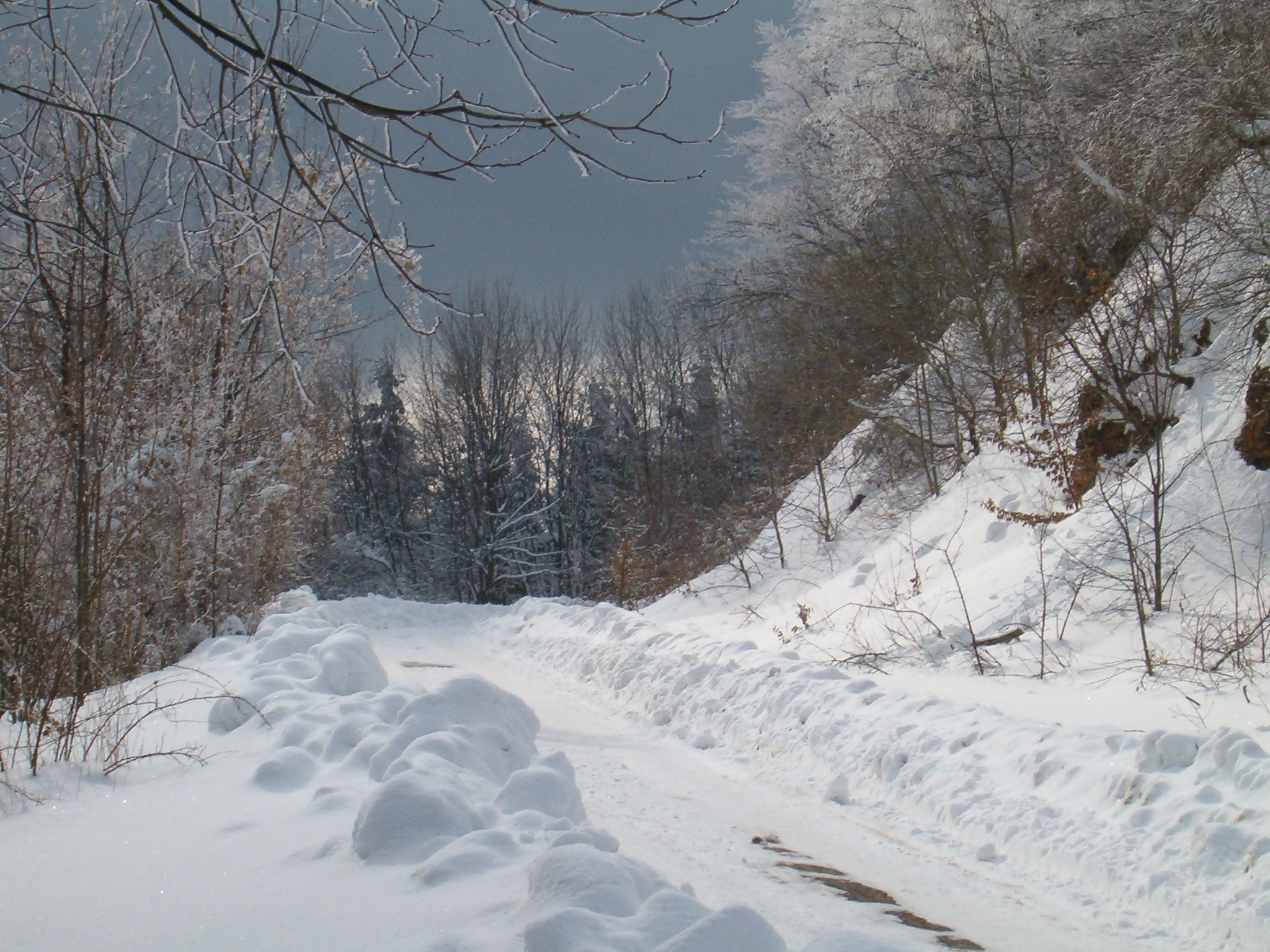
Phong cảnh mùa đông ở núi Mátra

Mátra [ˈmaːtrɒ] là một dãy núi ở phía bắc của Hungary, nằm giữa các thị trấn Gyöngyös và Eger. Đỉnh Kékestető là đỉnh núi cao nhất Hungary, với độ cao 1014 m.
Núi Mátra (tiếng Slovak: Matra) là một phần của hệ thống Dãy núi phía Bắc Hungary và thuộc vùng núi lửa trẻ lớn nhất châu Âu. Vị trí của ngọn núi nằm giữa các thung lũng của Sông Tarna và Sông Zagyva, hai con sông lớn ở phía Bắc của Hungary. Núi Mátra chia ra thành nhiều bộ phận theo các phía khác nhau để dễ phân biệt. Đỉnh cao nhất ở phía Tây của núi Mátra là Muzsla (805 m). Trung tâm dãy núi Mátra gồm cao nguyên Mátrabérc (nằm ở sườn núi Mátra) và nhóm núi lửa lớn nhỏ Galya-tető (964 m) và Kékes (1014 m). Ngọn núi có địa hình đặc biệt với những con dốc dựng đứng, gồ ghề, sườn dốc cao và đường trượt xen kẽ với nhau, bao phủ khắp ngọn núi là những khu rừng sồi cao lớn và vô cùng kỳ bí. Mặc khác, các sườn núi cao hơn và các thung lũng song song chạy xuống phía nam, lớn nhất trong số đó là Nagy-völgy ("Thung lũng lớn"). 'Lối vào chính' của núi Mátra được hình thành cùng với thung lũng Nagy-patak ("Dòng suối lớn"), trải dài từ làng Mátrafüred đến làng Mátraháza. Từ khung cảnh vườn nho phủ đầy dưới chân núi Mátra du khách có thể đến vùng núi cây cối rậm rạp trong nháy mắt. Về phía đông, sau vách đá dựng đứng của Sas-kő ("Đá đại bàng") cao 898 mét, các đỉnh núi cao 650–750 mét phía Đông của dãy Mátra nối tiếp nhau giống như bức tường thành kiên cố. Phần phía bắc của dãy núi gọi là Mátralába (chân núi Mátra). Bao phủ khu vực này là nhóm các núi lửa nhỏ, chỉ cao khoảng 250–400 mét, với phần lớn là đất canh tác.

## Cơ cấu khu vực

### Thành phố / thị trấn
- Thành phố Gyöngyös (gồm làng Mátrafüred, Mátraháza và Kékestető)
- Thành Phố Pásztó (gồm Hasznos và Mátrakeresztes)
- Thành Phố Pétervására
- Thành Phố Bátonyterenye (gồm Nagybátony, Kisterenye, Maconka, Szúpatak và Szorospatak)

## Liên kết ngoài

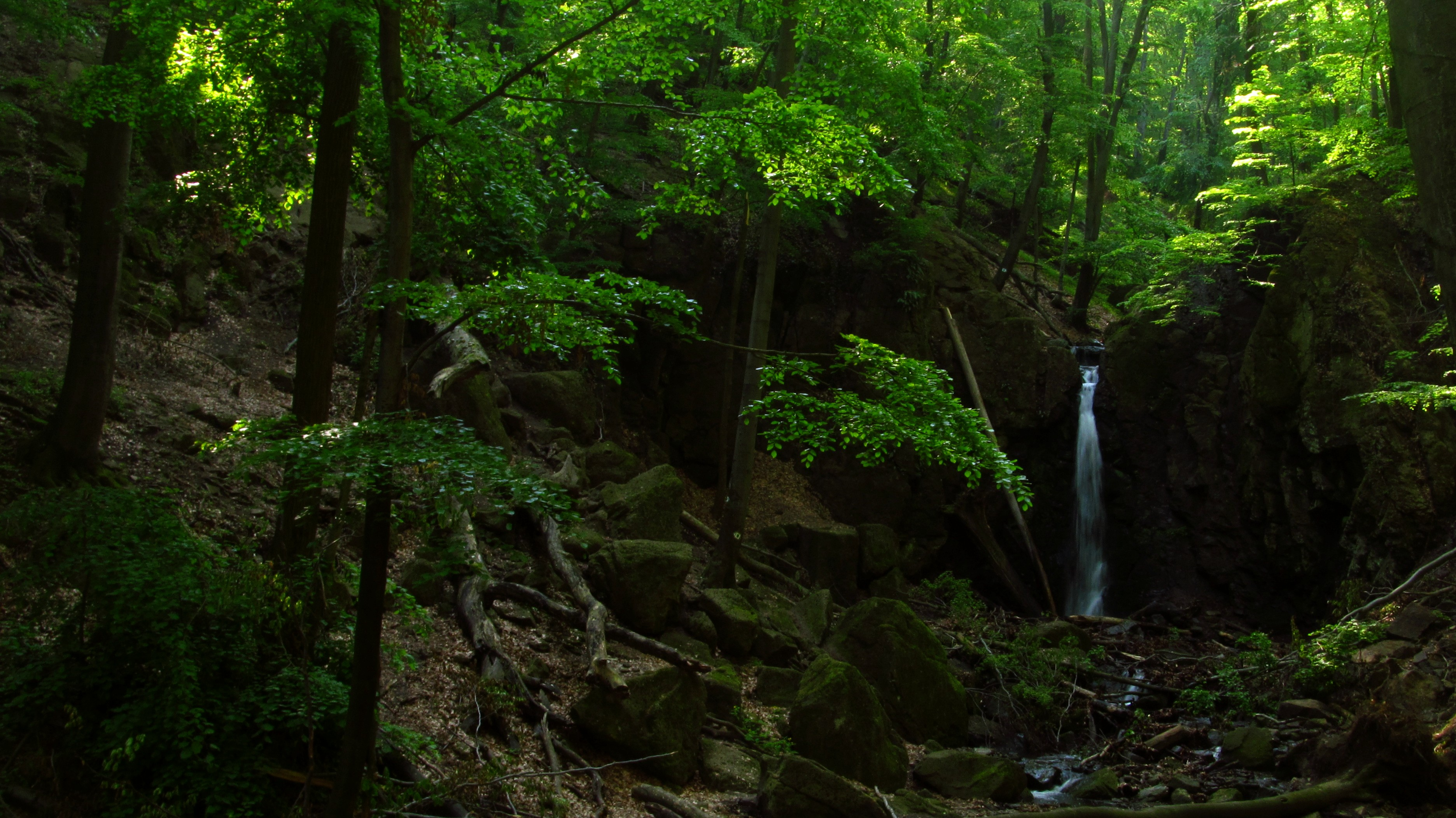
Thác Thung lũng Ilona gần Parád. Đây là thác nước cao nhất Hungary với độ cao khoảng 10 mét

Khu bảo tồn rừng Kékes - một trong những khu rừng nguyên sinh còn lại của Châu Âu